# Postcremador

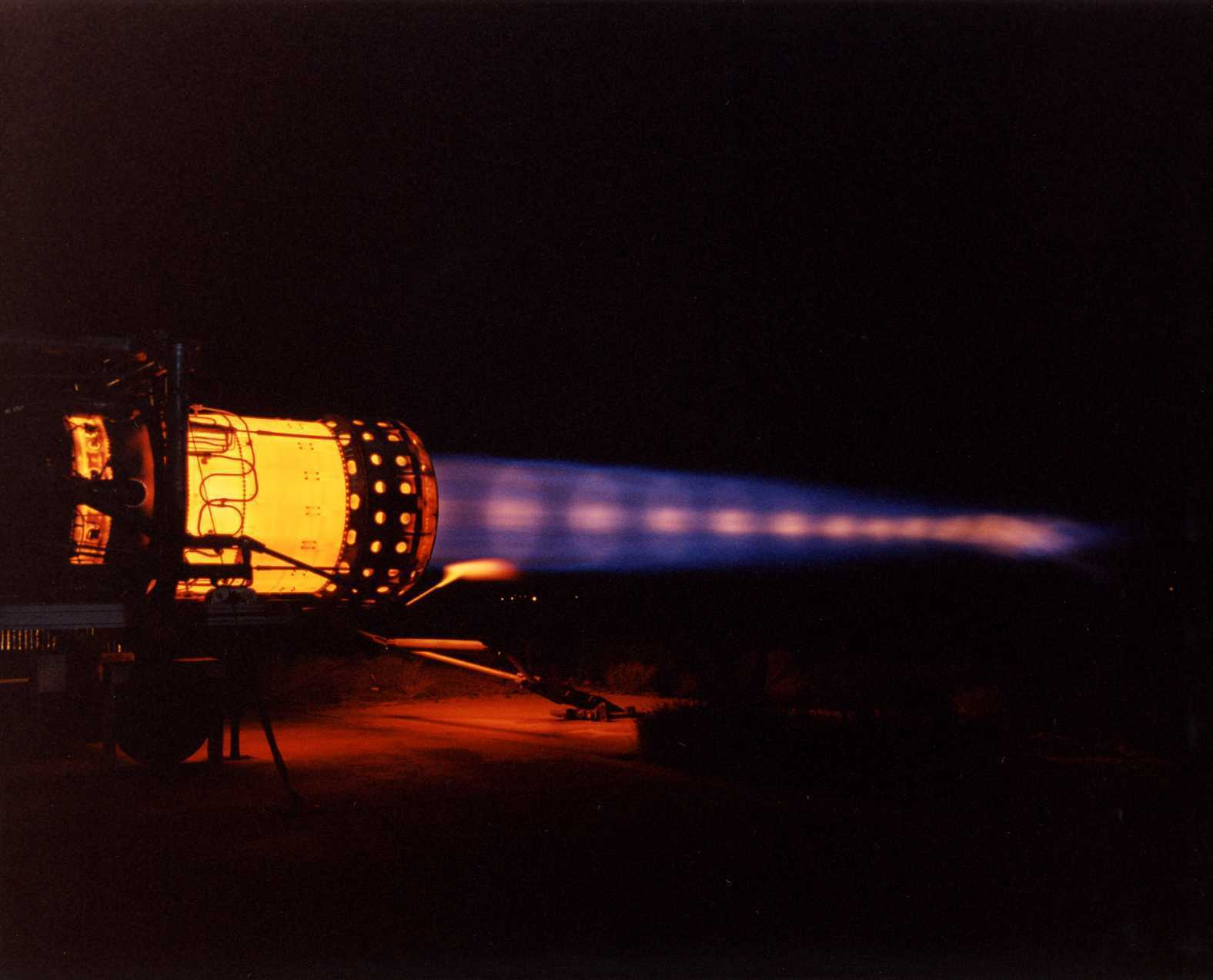
Un motor Pratt & Whitney J58 amb el postcremador al màxim.

Un postcremador és un mecanisme afegit a alguns motors de reacció per augmentar-ne temporalment el seu impuls, és utilitzat sobretot en avions de combat supersònics. Es fonamenta en injectar combustible addicional després de la turbina. El seu avantatge principal és l'increment notable de l'impuls i el seu desavantatge és el consum molt alt de combustible.

## Usos
Per causa del seu elevat consum de combustible els postcremadors no s'utilitzen durant períodes prolongats. Normalment s'utilitzen només en situacions on cal el màxim impuls possible, per tal d'aconseguir grans acceleracions i velocitats, com ara en enlairaments de pistes curtes (com per exemple en el cas d'operacions en portaavions) i en situacions de combat aeri, especialment per al combat a curta distància o en maniobres evasives per tal d'evitar un míssil aire-aire.

## Disseny

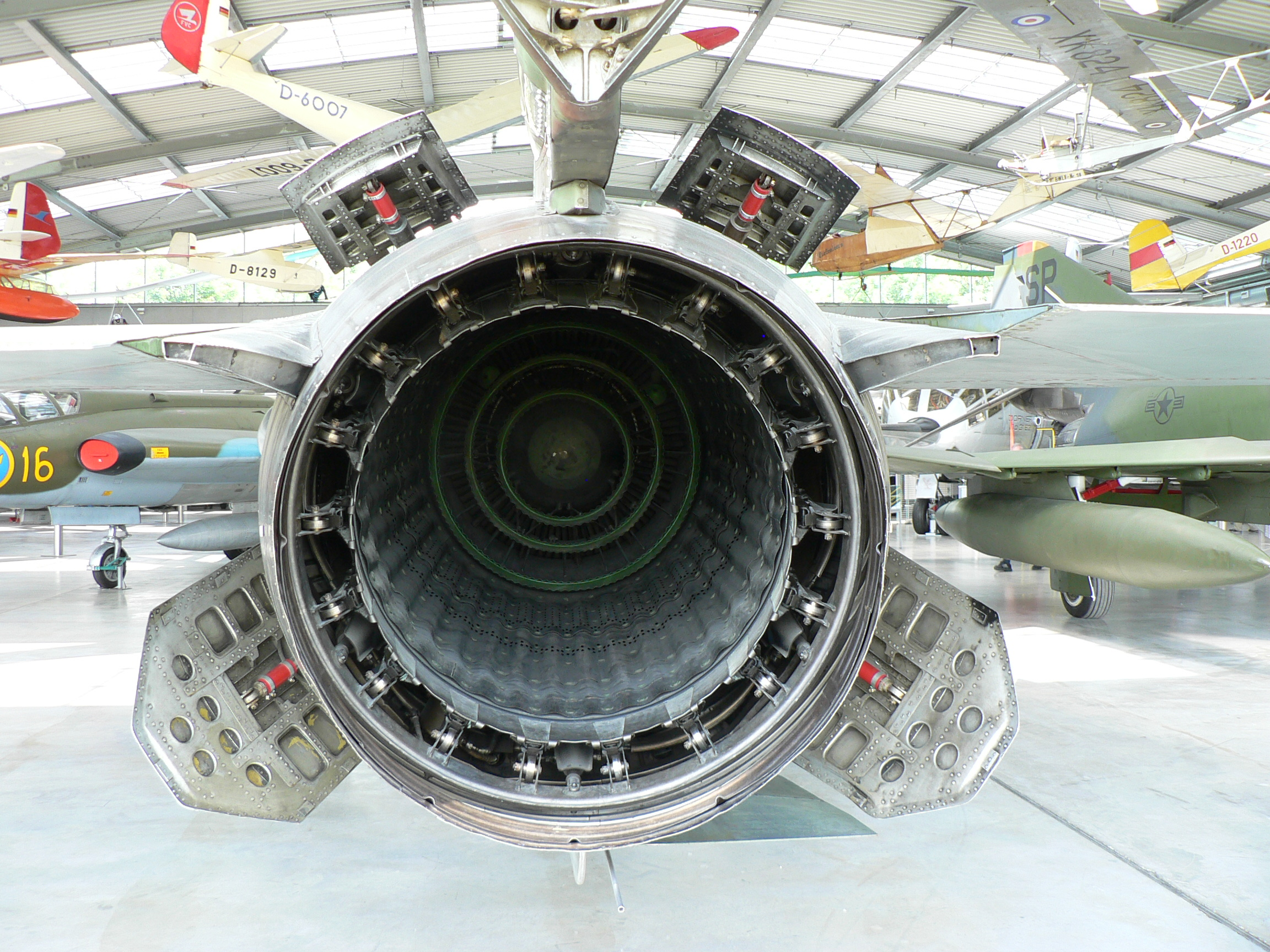
El postcremador d'un MiG-23.

El postcremador d'un motor de reacció consisteix en una secció allargada de la tovera amb múltiples injectors de combustible. El seu funcionament es basa a injectar combustible als gasos provinents de la combustió dins les turbines de turboreactor per tal de produir una segona combustió. Això provoca un gran augment en la temperatura dels gasos que alhora provoca un major impuls.

## Eficiència
Com que la combustió dins la turbina ja ha consumit part de l'oxigen i a què la segona combustió no es produeix en un compartiment amb aire altament comprimit els postcremadors són en general poc eficients comparats amb la combustió principal del motor de reacció.